# Rawang Bonto
Rawang Bonto is een bestuurslaag in het regentschap Kuantan Singingi van de provincie Riau, Indonesië. Rawang Bonto telt 388 inwoners (volkstelling 2010).